# Makar Hyczkin
Makar (Mark) Jefymowycz Hyczkin, ukr. Макар (Марк) Єфимович Гичкін, ros. Макар (Марк) Ефимович Гичкин, Makar (Mark) Jefimowicz Giczkin (ur. 27 stycznia?/9 lutego 1903 w Mikołajowie, w guberni chersońskiej, Imperium Rosyjskie, zm. 1989 w Mikołajowie) – ukraiński piłkarz, grający na pozycji napastnika, trener piłkarski.

## Kariera piłkarska
Rozpoczął karierę piłkarską w drużynie Wseobucz Mikołajów. W 1924 roku został zaproszony do klubu Mestran Mikołajów. Ponad 10 lat bronił barw reprezentacji Mikołajowa, w składzie której dwukrotnie zdobywał medale mistrzostw Ukraińskiej SRR. W 1933 został piłkarzem Dynama Mikołajów. W 1936 przeniósł się do Dynamo Odessa, który potem zmienił nazwę na Charczowyk Odessa. Również bronił barw reprezentacji Odessy. Po ataku Niemiec na ZSRR został powołany do Armii Radzieckiej. Nagrodzony bojowymi orderami i medalami. Po zakończeniu wojny wrócił do Sudnobudiwnyka Mikołajów, w którym zakończył karierę piłkarza w roku 1946.

## Kariera trenerska
Po zakończeniu kariery piłkarskiej rozpoczął pracę szkoleniowca. W 1949 razem z Łeonidom Oriechowym prowadził Awanhard Mikołajów. W 1951 stał na czele reprezentacji Mikołajowa. Od 1952 do 1954 trenował zespół amatorski Czerwonyj Prapor Mikołajów.
W 1989 zmarł w Mikołajowie w wieku 86 lat.

## Sukcesy i odznaczenia

### Sukcesy piłkarskie
Mestran Mikołajów
- wicemistrz Ukraińskiej SRR: 1927
- brązowy medalista Mistrzostw Ukraińskiej SRR: 1928

### Sukcesy trenerskie
Czerwonyj Prapor Mikołajów
- wicemistrz Ukraińskiej SRR: 1952

### Sukcesy indywidualne
- wybrany do listy 33 najlepszych piłkarzy ZSRR: Nr 3 (1930)